# Ябиру
Ябиру (Jabiru mycteria) са вид птици от семейство Щъркелови (Ciconiidae), единствен представител на род Jabiru.
Разпространени са в голяма част от Америка, от Мексико до Аржентина и източно от Андите. Достигат 140 сантиметра височина, 280 сантиметра размах на крилете и 9 килограма маса. Имат изразен полов диморфизъм, като мъжките са до 25% по-едри от женските. Живеят на големи групи край реки и езера и се хранят с жаби, риба, змии и безгръбначни.